# Hitler iz našeg sokaka (1975.)
Hitler iz našeg sokaka, hrvatski dugometražni film iz 1975. godine.